# Schrannenhalle (Augsburg)

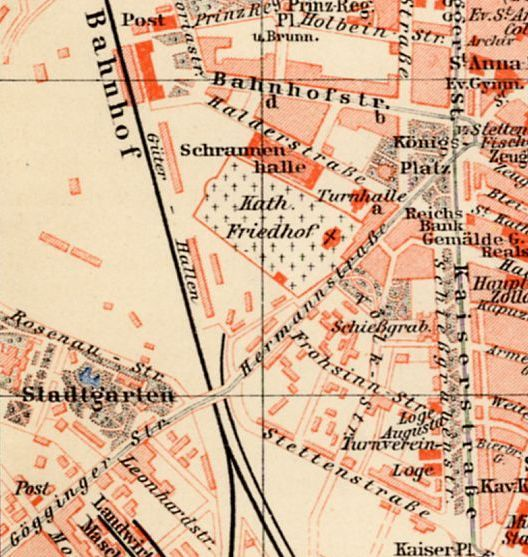
Ausschnitt eines Stadtplans von Augsburg mit der Lage der Schrannenhalle (1905)

Die Schrannenhalle in Augsburg, nicht zu verwechseln mit der Schranne Augsburg, war ein Gebäude, das der Versorgung der Bevölkerung mit Gütern für den täglichen Bedarf diente. Es stand in der Halderstraße und wurde Mitte der 1980er Jahre abgerissen.
Die Schrannenhalle wurde im Jahr 1874 eröffnet. Sie übernahm die Funktion der mitten in der Stadt gelegenen Kornschranne, in welcher bis dahin Getreideeinlagerungen stattfanden. Das neue Gebäude lag weiter westlich außerhalb der zur Stadterweiterung niedergerissenen Stadtmauer in der Nähe des Hauptbahnhofs. Die neue, deutlich verkehrsgünstiger gelegene Halle nahm Güter auf, die über das Eisenbahnnetz angeliefert wurden. 
Südöstlich war dem Lagergebäude der Katholische Friedhof an der Hermanstraße benachbart, südwestlich ging es in den Bereich der Ladehöfe. Auf der Ostseite des Gebäudes schloss sich eine bis ins Jahr 1967 unbebaute Fläche an, auf der heute ein Parkhaus der Stadtsparkasse steht; die Westseite grenzte an das Bahnareal. An der Nordseite entlang führte eine Ladestraße, dann folgte parallel dazu die Halderstraße. Kaufleute holten die Waren ab und verkauften sie auf dem Stadtmarkt oder ihren Läden an die Kunden. Über eine lange Laderampe am Gebäude konnten auf der Ladestraße haltende Fuhrwerke und später Lastkraftwagen befüllt werden. 
Mit dem Niedergang des Gütertransports per Eisenbahn seit etwa den 1960er Jahren sank die Bedeutung der in den Jahrzehnten zuvor für die Grundversorgung wichtigen Schrannenhalle. Einige wenige kleinere Geschäfte mieteten sich auf frei gewordenen Lagerflächen ein. Das der Stadt gehörende Gebäude in wertvoller Lage verursachte zunehmenden Erhaltungsaufwand. So fiel die Entscheidung, die Halle abzureißen, das Gelände für Zwecke der gewerblichen Nutzung zu verkaufen und mit dem Erlös die kommunalen Finanzen aufzubessern. Auf der Fläche der in ihren Schlussjahren optisch wenig ansprechenden Schrannenhalle stehen heute Bürogebäude, die der Halderstraße ein modernes Gepräge verleihen.